# Mellersta Paradistjärnen
Mellersta Paradistjärnen är en sjö i Härryda kommun i Västergötland och ingår i Kungsbackaåns huvudavrinningsområde.